# Кубок России по баскетболу 2008/2009
8-й Кубок России по баскетболу среди мужских команд — проводился с 6 сентября 2008 г. по 21 февраля 2009 года под эгидой РФБ.

## Формат
На первом этапе (стадия 1/64) команды были разбиты по территориальному признаку на 3 группы по 4 команды: группа А с 2 подгруппами (1 и 2) и группа Б. Победители и команды, занявшие 2-е места в подгруппах А1 и А2, потом разыграли между собой в плей-офф победителя группы А.
Начиная с 1/32 все стадии турнира прошли по олимпийской системе. Команды низших дивизионов начали борьбу за трофей со стадии 1/64 финала, команды Суперлиги А, за исключением последней (Локомотив Новосибирск), со стадий 1/16 и 1/4 финала (с 1/4 в борьбу вступили команды, занявшие места с 1 по 4-е в прошлогоднем чемпионате, с 1/16 – команды, занявшие места с 5 по 12-е).
«Финал 4-х» прошёл на площадке дворца спорта БК Триумф в подмосковных Люберцах с 20 по 21 февраля.
Победитель кубка России обеспечивает себе пропуск как минимум в Кубок Европы.

## Предварительный этап
Для матчей плей-офф первым указан хозяин площадки, в случае с 2-раундовым противостоянием – хозяин первого матча.

### Групповой этап (1/64 финала)
Группа А
Группа А1
|    | Команда              | Игр | Поб | Пор | Заб | Пр  | Раз  |
| -- | -------------------- | --- | --- | --- | --- | --- | ---- |
| 1. | Тула-ЩёкиноАзот      | 3   | 3   | 0   | 245 | 178 | +67  |
| 2. | Дизелист (Маркс)     | 3   | 2   | 1   | 219 | 166 | +53  |
| 3. | БК Липецк            | 3   | 1   | 2   | 223 | 171 | +52  |
| 4. | Университет (Ижевск) | 3   | 0   | 3   | 146 | 318 | –172 |

- Дизелист – Университет — 98:43
- Тула-ЩёкиноАзот – БК Липецк — 64:61
- Университет – БК Липецк — 38:106
- Дизелист – Тула-ЩёкиноАзот — 52:67
- Тула-ЩёкиноАзот – Университет — 114:65
- БК Липецк – Дизелист — 56:69

Источник: 
Группа А2
|    | Команда                    | Игр | Поб | Пор | Заб | Пр  | Раз |
| -- | -------------------------- | --- | --- | --- | --- | --- | --- |
| 1. | Лобня (Московская область) | 3   | 3   | 0   | 227 | 191 | +36 |
| 2. | Воронеж-Скиф               | 3   | 2   | 1   | 217 | 209 | +8  |
| 3. | ТГУ-Тамбов                 | 3   | 1   | 2   | 227 | 215 | +12 |
| 4. | Авиабаскет (Уфа)           | 3   | 0   | 3   | 216 | 272 | –56 |

- Лобня – ТГУ-Тамбов — 70:61
- Воронеж-СКИФ – Авиабаскет — 88:70
- Авиабаскет – Лобня — 70:78
- ТГУ-Тамбов – Воронеж-СКИФ — 60:69
- Воронеж-СКИФ – Лобня — 60:79
- ТГУ-Тамбов – Авиабаскет — 106:76

Источник: 
Плей-офф
- 1/2 за 1-4-е места: Лобня – Дизелист — 58:61
- 1/2 за 1-4-е места: Тула-ЩёкиноАзот – Воронеж-Скиф — 106:112
- 1/2 за 5-8-е места: БК Липецк – Авиабаскет — 81:66
- 1/2 за 5-8-е места: ТГУ-Тамбов – Университет — 116:56
- Игра за 7-е место: Авиабаскет – Университет — 58:53
- Игра за 5-е место: БК Липецк – ТГУ-Тамбов — 116:56
- Игра за 3-е место: Лобня – Тула-ЩёкиноАзот — 77:63
- Игра за 1-е место: Дизелист – Воронеж-Скиф — 74:61

Единственную путевку от группы Е в 1/32 финала завоевала команда Дизелист.
Источник: , 
Группа Б
|    | Команда                 | Игр | Поб | Пор | Заб | Пр  | Раз |
| -- | ----------------------- | --- | --- | --- | --- | --- | --- |
| 1. | Динамо-АГУ (Майкоп)     | 3   | 3   | 0   | 274 | 214 | +60 |
| 2. | Динамо-Ставрополь       | 3   | 2   | 1   | 244 | 205 | +39 |
| 3. | Волжанин-ГЭС (Волжский) | 3   | 1   | 2   | 213 | 240 | –27 |
| 4. | Эльбрус (Черкесск)      | 3   | 0   | 3   | 209 | 281 | –72 |

Майкопская команда, победившая в группе Б, не принимала дальнейшего участия в кубке. Возможно, она провела стыковой матч за место в 1/32 финала с командой Дизелист, выигравшей турнир в группе А, или отказалась (?) от дальнейшего участия или была снята (?) с турнира.
- Волжанин-ГЭС – Динамо-АГУ — 76:102
- Эльбрус – Динамо-Ставрополь — 74:103
- Динамо-АГУ – Эльбрус — 96:75
- Динамо-Ставрополь – Волжанин-ГЭС — 78:55
- Эльбрус – Волжанин-ГЭС — 60:82
- Динамо-Ставрополь – Динамо-АГУ — 63:76

Источник: 

### I раунд (1/32 финала)
Майкопская команда, победившая в группе Б на стадии 1/64 финала, не принимала дальнейшего участия в кубке. Возможно, она провела стыковой матч за место в 1/32 финала с командой Дизелист, выигравшей турнир в группе А, или отказалась (?) от дальнейшего участия или была снята (?) с турнира.
- Динамо-Теплострой (Челябинск) – Металлург-Университет (Магнитогорск) — 89:80 (25:23, 31:20, 14:18, 19:19)
- БК Иркут (Иркутск) – Сибирьтелеком-Локомотив (Новосибирск) — 63:108 (20:26, 12:20, 20:30, 11:32)
- Автодор (Саратов) – Рускон-Мордовия (Саранск) — 79:61 (23:12, 12:20, 23:16, 21:13)
- НБА-Нижний Новгород – Союз (Заречный) — 79:72 (23:16, 17:12, 20:28, 19:16)
- БК Рязань – Северсталь (Череповец) — 0:20 (снят РФБ с турнира из-за отсутствия финансовых гарантий,[1] позднее клуб нашел деньги для участия в чемпионате[2])
- Роснефть-КБТК (Нальчик) – Кубань-Локомотив (Краснодар) — 73:84 (13:13, 18:21, 24:26, 18:24)
- Дизелист (Маркс) – Динамо-Политех (Курск) — 67:85 (19:24, 28:25, 7:19, 13:17)
- Урал (Екатеринбург) – ТЕМП-СУМЗ (Ревда) — 64:79 (15:25, 12:17, 17:18, 20:19)

Источник: 

### II раунд (1/16 финала)
- Динамо-Теплострой (Челябинск) – Енисей (Красноярск) — 83:82 (24:19, 25:16, 15:22, 19:25)
- Сибирьтелеком-Локомотив (Новосибирск) – Спартак-Приморье (Владивосток) — 117:42 (26:14, 25:13, 34:8, 32:7)
- Автодор (Саратов) – ЦСК ВВС-Самара — 71:68 (17:13, 15:17, 14:19, 25:19)
- НБА-Нижний Новгород – УНИКС (Казань) — 85:104 (23:26, 26:31, 15:33, 21:14)
- Северсталь (Череповец) – Спартак СПб — 63:101 (16:25, 11:26, 24:25, 12:25)
- Кубань-Локомотив (Краснодар) – Локомотив-Ростов — 58:90 (9:22, 22:23, 14:26, 13:19)
- Динамо-Политех (Курск) – Триумф (Московская область) — 63:86 (17:25, 13:18, 6:17, 27:26)
- ТЕМП-СУМЗ (Ревда) – Университет-Югра (Сургут) — 66:74 (9:16, 24:16, 18:25, 15:17)

Источник: , 

### III раунд (1/8 финала)
- Динамо-Теплострой (Челябинск) – Сибирьтелеком-Локомотив (Новосибирск) — 66:76 (15:19, 9:19, 21:22, 21:16), 63:80 (19:19, 10:13, 18:27, 16:21)
- Автодор (Саратов) – УНИКС (Казань) — 61:88 (17:34, 18:17, 13:18, 13:19), 65:85 (19:18, 21:28, 8:22, 17:17)
- Спартак СПб – Локомотив-Ростов — 81:92 (18:18, 16:27, 25:22, 22:25), 64:73 (22:20, 13:17, 13:16, 16:20)
- Триумф (Московская область) – Университет-Югра (Сургут) — 80:65 (19:16, 15:21, 22:7, 24:21), 92:75 (28:15, 26:21, 22:17, 16:22)

Источник: , , , 

### IV раунд (1/4 финала)
- ЦСКА – Сибирьтелеком-Локомотив (Новосибирск) — 113:48 (18:12, 20:13, 44:7, 31:16), 79:69 (15:16, 23:22, 24:14, 17:17)
- УНИКС (Казань) – Урал-Грейт (Пермь) — 80:67 (25:20, 24:16, 19:13, 12:18), 95:73 (21:19, 35:16, 18:14, 21:24)
- Локомотив-Ростов – Динамо М — 53:63 (8:13, 11:15, 14:11, 20:24), 70:80 (22:28, 13:15, 15:22, 20:15)
- Триумф (Московская область) – Химки — 62:55 (14:17, 20:10, 19:12, 9:16), 78:76 (23:20, 18:19, 21:23, 16:14)

Источник: , , , 

## Финал 4-х
|  | 1/2 финала | 1/2 финала |            |    | Финал | Финал |
|  |            |            |            |    |       |       |
|  | 20 февраля |            |            |    |       |       |
|  |            |            |            |    |       |       |
|  | ЦСКА       | 61         |            |    |       |       |
|  | ЦСКА       | 61         | 21 февраля |    |       |       |
|  | УНИКС      | 70         |            |    |       |       |
|  | УНИКС      | 70         | УНИКС      | 81 |       |       |
|  | 20 февраля |            | УНИКС      | 81 |       |       |
|  |            | Динамо M   | 60         |    |       |       |
|  | Динамо M   | Динамо M   | 60         | 86 |       |       |
|  | Динамо M   |            |            | 86 |       |       |
|  | Триумф МО  | 75         |            |    |       |       |
|  | Триумф МО  | 75         | 3-е место  |    |       |       |
|  |            |            |            |    |       |       |
|  | 21 февраля |            |            |    |       |       |
|  |            |            |            |    |       |       |
|  | ЦСКА       | 75         |            |    |       |       |
|  | ЦСКА       | 75         |            |    |       |       |
|  | Триумф МО  | 69         |            |    |       |       |

### Полуфиналы
| 20 февраля 17:00 | | ЦСКА | 61:70 | УНИКС | ДС «Триумф», Люберцы Зрителей: 1 500 Судьи: Буланов (Ульяновск), Охрименко (Уфа), Горшков (Иваново) |
| 20 февраля 17:00 | 21:22, 14:17, 15:17, 11:14 |      | |       | ДС «Триумф», Люберцы Зрителей: 1 500 Судьи: Буланов (Ульяновск), Охрименко (Уфа), Горшков (Иваново) |
| 20 февраля 17:00 | Холден (11), Лэнгдон (11), Шишкаускас (10), Хряпа (8), Смодиш (2); Э. Лорбек (4), Воронцевич (7), Зисис (6), Кейру (2), Каун (0) | Очки | Самойленко (4), Лайдэй (18), Заманский (5), Веремеенко (13 + 8 подборов), Соколов (2); М. Попович (13), Воронов (4), К. Лончар (9), Жуканенко (2) |       | ДС «Триумф», Люберцы Зрителей: 1 500 Судьи: Буланов (Ульяновск), Охрименко (Уфа), Горшков (Иваново) |

| 20 февраля 20:05 | | Динамо M | 86:75 | Триумф МО | ДС «Триумф», Люберцы Зрителей: 2 500 Судьи: Фомин (Смоленск), Галкин (Челябинск), Махлин (Санкт-Петербург) |
| 20 февраля 20:05 | 20:25, 29:16, 15:13, 22:21 |          | |           | ДС «Триумф», Люберцы Зрителей: 2 500 Судьи: Фомин (Смоленск), Галкин (Челябинск), Махлин (Санкт-Петербург) |
| 20 февраля 20:05 | Быков (18), Хансен (0), Нахбар (11), Д. Лавринович (18), Явтокас (17); Моня (14), Домани (8), Чейз (0), Хвостов (0), Королев (0) | Очки     | Э. Бремер (13), Милосердов (7), Топоров (14), Ашкрабич (16), Гори (6); Лиходей (13), Сергеев (0), Дмитриев (4), Вяльцев (2) |           | ДС «Триумф», Люберцы Зрителей: 2 500 Судьи: Фомин (Смоленск), Галкин (Челябинск), Махлин (Санкт-Петербург) |

### Матч за 3-е место
| 21 февраля 17:00 | | Триумф МО | 69:75 | ЦСКА | ДС «Триумф», Люберцы Зрителей: 3 500 Судьи: Буланов (Ульяновск), Фомин (Смоленск), Горшков (Иваново) |
| 21 февраля 17:00 | 14:11, 21:14, 17:26, 17:24                                                                                               |           | |      | ДС «Триумф», Люберцы Зрителей: 3 500 Судьи: Буланов (Ульяновск), Фомин (Смоленск), Горшков (Иваново) |
| 21 февраля 17:00 | Сергеев (13), Милосердов (14), Топоров (4), Ашкрабич (9), Гори (6); Лиходей (6), Дмитриев (15), Вяльцев (2), Карасев (0) | Очки      | Холден (9), Планинич (4), Лэнгдон (13), Хряпа (7), Э. Лорбек (13); Каун (3), Шишкаускас (24), Зисис (2), Воронцевич (0), Кейру (0) |      | ДС «Триумф», Люберцы Зрителей: 3 500 Судьи: Буланов (Ульяновск), Фомин (Смоленск), Горшков (Иваново) |

### Финал
| 21 февраля 20:05 | | УНИКС | 81:60 | Динамо M | ДС «Триумф», Люберцы Зрителей: 2 500 Судьи: Охрименко (Уфа), Галкин (Челябинск), Махлин (Санкт-Петербург) |
| 21 февраля 20:05 | 19:20, 18:19, 18:10, 26:11 |       | |          | ДС «Триумф», Люберцы Зрителей: 2 500 Судьи: Охрименко (Уфа), Галкин (Челябинск), Махлин (Санкт-Петербург) |
| 21 февраля 20:05 | Самойленко (8 + 10 передач), Лайдэй (17), Заманский (7), Веремеенко (7), Соколов (6); К. Лончар (20), М. Попович (8), Воронов (5), Жуканенко (0), М. Джексон (3) | Очки  | Быков (15), Домани (2), Нахбар (11), Д. Лавринович (12), Явтокас (9); Моня (10), Чейз (0), Васильев (1), Хвостов (0) |          | ДС «Триумф», Люберцы Зрителей: 2 500 Судьи: Охрименко (Уфа), Галкин (Челябинск), Махлин (Санкт-Петербург) |

Источник: , , 

### Индивидуальные награды
Самый ценный игрок (MVP): Крешимир Лончар  Хорватия (УНИКС)
Символическая сборная:
- атакующий защитник Террелл Лайдэй  США (УНИКС)
- разыгрывающий Сергей Быков  Россия (Динамо М)
- легкий форвард Рамунас Шишкаускас  Литва (ЦСКА)
- тяжелый форвард Дариуш Лавринович  Литва (Динамо М)
- центровой Робертас Явтокас  Литва (Динамо М)

### Составы команд
| 1 | 2 | 3 | 4 |
| УНИКС Лайдэй Террелл Марко Попович Игорь Заманский Кузякин Артем Пётр Самойленко Владимир Веремеенко Крешимир Лончар Сергей Чикалкин Евгений Воронов Дмитрий Соколов Алексей Жуканенко Марк Джексон Тренер: Ацо Петрович | Динамо M Тревис Хансен Дариуш Лавринович Дмитрий Домани Сергей Моня Робертас Явтокас Юрий Васильев Дмитрий Хвостов Брайн Чейз Боштян Нахбар Ярослав Королев Сергей Быков Тренер: Дэвид Блатт | ЦСКА Джон Роберт Холден Никос Зисис Виктор Кейру Матьяж Смодиш Эразем Лорбек Артём Забелин Виктор Хряпа Андрей Воронцевич Траджан Лэнгдон Алексей Швед Александр Каун Зоран Планинич Теренс Моррис Тренер: Этторе Мессина | Триумф МО Василий Карасев Александр Милосердов Егор Вяльцев Валерий Лиходей Федор Дмитриев Тарас Осипов Огнен Ашкрабич Сергей Топоров Эрнест Ленелл Бремер Павел Сергеев Маркус Гори Тренер: Станислав Еремин |